# Hood Environment (album)
Hood Environment – pierwszy album amerykańskiego rapera Drag-On dla wytwórni Hood Environment, wydany 4 września 2007 roku. Wszystkie utwory, poza "Outro" zostały przeniesione na "Say Hello to the Bad Guys". Promowany przez singel "Shoe Box".

## Lista utworów
Każdy utwór jest oznaczony jako Drag-Ona, chociaż w niektórych występują członkowie Hood Environment.
1. "Fuck You" (Drag-On) – 1:19
2. "Shots" (Drag-On) (Produced by Dame Grease) – 3:16
3. "Gully" (Drag-On) – 2:26
4. "Backdraft" (Drag-On) (Produced by Swizz Beatz) – 2:18
5. "Blood On Paper" – 1:08 – oparte na podkładzie z "Vato" Snoop Dogga.
6. "Shoe Box" (Drag-On) (Produced by Dame Grease) – 4:38
7. "Interlude" – 0:20
8. "This Is What Happened" (Drag-On) (Produced by Mase) – 3:57
9. "People Talk" (Drag-On) – 1:47
10. "The Strip" (Drag-On) – 3:51
11. "Mac 11" (Drag-On) – 3:13
12. "Interlude 2" – 0:17
13. "Hood Environment Anthem" (Drag-On) – 3:23
14. "Make Way" (Drag-On) – 3:28
15. "Why I Eyes" (Drag-On) – 3:45
16. "Outro" (Drag-On) – 0:20